# Heinrich Kuwal
Heinrich Kuwal († 28. August 1397 in Königsberg) war Priester des Deutschen Ordens und Bischof von Samland.
Vermutlich Sohn des Johann Kuwal aus der Weisstadt Danzl, wo auch sein Schwager Arnold und sein Onkel Wilke Bürger waren. Der Priester des Deutschen Ordens wurde vermutlich Domherr, 1373 Domdekan und 1376 Dompropst von Samland. Wohl bald nach dem Tod des samländischen Bischofs Tilo von Stobenhain (2. Januar 1386) vom Domkapitel zum Nachfolger gewählt, providierte ihn Papst Urban VI. im Herbst mit dem Bistum. Am 12. September 1386 sagte er durch den Domherrn Albert Alardi von Bartenstein die Entrichtung seiner eigenen Servitien in Höhe von 800 fl. und die von seinem Vorgänger noch ausstehende Zahlung von 200 fl. zu. Nach seiner Konsekration am 13. März 1387, ist er am 24. Juni dieses Jahres erstmals als Bischof in seiner Diözese belegt. Mit seinem Domkapitel führte Kuwal die Kolonisation des Stiftsgebietes fort. Im Juni 1390 überließen sie Hochmeister Konrad Zöllner von Rotenstein leihweise einen Speicher an der Memel. Zusammen mit den Bischöfen von Reval, Johannes Rekelina, Pomesanien, Johannes Mönch, und Ermland, Heinrich Sorborm, nahm er im April 1392 an den Verhandlungen des Deutschen Ordens mit dem polnischen König Władysław II. Jagiełło in Thorn teil. Von Papst Bonifatius IX. erlangte Kuwal im November 1393 einen Ablass für den Königsberger Dom. In seinem Bistum berief er die erste bekannte Diözesansynode ein und ließ durch den Domdekan Johann Knüttel (1388–1395) eine Visitation aller 34 Kirchspiele des Bistums Samland durchführen. Im Jahre 1395 resignierte er aus unbekannten Gründen auf sein Bistum.
| Vorgänger         | Amt                           | Nachfolger                |
| ----------------- | ----------------------------- | ------------------------- |
| Thilo von Marburg | Bischof von Samland 1387–1395 | Heinrich III. von Seefeld |

| Personendaten    | Personendaten                                    |
| ---------------- | ------------------------------------------------ |
| NAME             | Kuwal, Heinrich                                  |
| KURZBESCHREIBUNG | deutscher Ordenspriester und Bischof von Samland |
| GEBURTSDATUM     | 14. Jahrhundert                                  |
| STERBEDATUM      | 28. August 1397                                  |
| STERBEORT        | Königsberg                                       |